# دوري السوبر الأوغندي 1970
دوري السوبر الأوغندي 1970 (بالإنجليزية: 1970 Uganda National First Division League)‏ هو موسم من دوري السوبر الأوغندي. أشرف على تنظيمه اتحاد أوغندا لكرة القدم، وكان عدد الأندية المشاركة فيه 11، وفاز فيه Coffee United SC ‏.